# ドバイ・トラム
ドバイ・トラム（アラビア語:ترام دبي、英語: Dubai Tram）は、アラブ首長国連邦のドバイにあるトラムである。

## 概要
2014年11月11日に開通。ドバイマリーナ地区を走る。総延長14.5 km、11の駅で構成され、パーム・ジュメイラ駅ではジュメイラ・モノレールに接続されている。またドバイメトロアフマル線のダマク・プロパティズ駅(DAMAC Properties)とドバイ総合商品センター駅(DMCC)からドバイトラムに乗り換えることが可能である。地表集電方式を採用、架空線を廃している。車両はアルストム社製のシタディスを採用。アル・スフォー駅から先のモール・オブ・ジ・エミレーツ駅までの区間が計画中となっている。

## 運行
ドバイ・マリーナ駅から西側は一方通行のループ線となっており、順にジュメイラ・ビーチ・レジデンス1駅、ジュメイラ・ビーチ・レジデンス2駅、ジュメイラ・レイク・タワーズ駅、ドバイ・マリーナモール駅と停車してドバイ・マリーナ駅に戻る。運行時間は朝6時30分から深夜1時までで金曜日のみ9時始発となる。運賃は全線均一で3UAEディルハム、ドバイ公共交通機関と一体となっているためNolカードが使える。

## 駅一覧
| 日本語駅名                        | アラビア語表記       | 英語表記                   | 乗り換え路線            | 開通年月日     |
| --------------------------------- | -------------------- | -------------------------- | ----------------------- | -------------- |
| アル・スフォー駅                  | الصفوح               | Al Sufouh                  |                         | 2014年11月11日 |
| ノーレッジ・ビレッジ駅            | قرية المعرفة         | Knowledge Village          |                         | 2014年11月11日 |
| パーム・ジュメイラ駅              | نخلة جميرا           | Palm Jumeirah              | ■ジュメイラ・モノレール | 2014年11月11日 |
| メディアシティ駅                  | المدينة الإعلامية    | Media City                 |                         | 2014年11月11日 |
| ミナ・セヤヒ駅                    | الميناء السياحي      | Mina Al Seyahi             |                         | 2014年11月11日 |
| マリーナ・タワーズ駅              | مدينة دبي للانترنت   | Marina Towers              |                         | 2014年11月11日 |
| ドバイ・マリーナ駅                | مرسى دبي             | Dubai Marina               | ■アフマル線             | 2014年11月11日 |
| ジュメイラ・ビーチ・レジデンス1駅 | جميرا بيتش ريزيدنس 1 | Jumeirah Beach Residence 1 |                         | 2014年11月11日 |
| ジュメイラ・ビーチ・レジデンス2駅 | جميرا بيتش ريزيدنس 2 | Jumeirah Beach Residence 2 |                         | 2014年11月11日 |
| ジュメイラ・レイク・タワーズ駅    | أبراج بحيرات الجميرا | Jumeirah Lakes Towers      | ■アフマル線             | 2014年11月11日 |
| ドバイ・マリーナモール駅          | دبي مارينا مول       | Dubai Marina Mall          |                         | 2014年11月11日 |

## ギャラリー

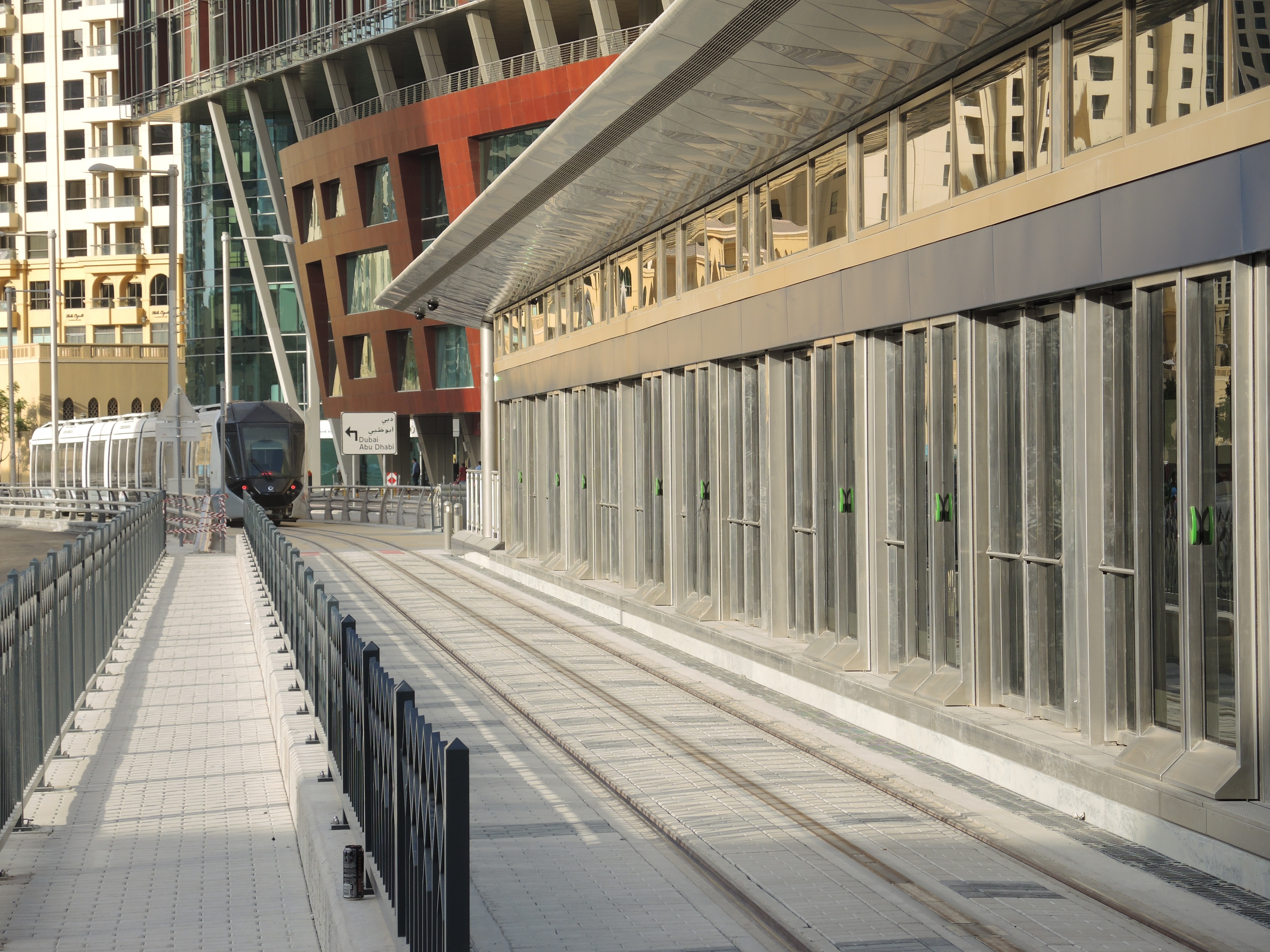
ドバイ・トラムの車両
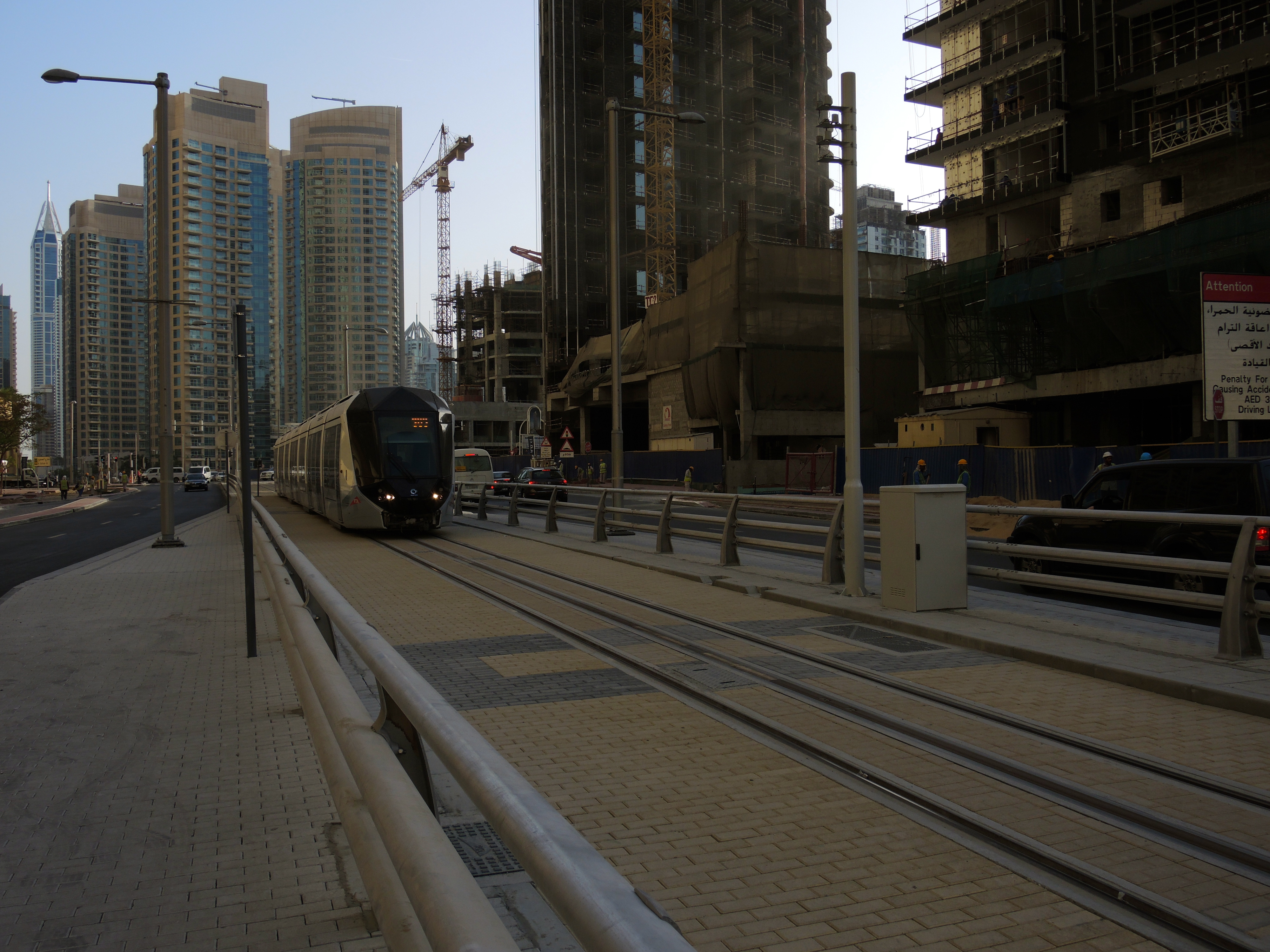
ドバイ・マリーナ駅
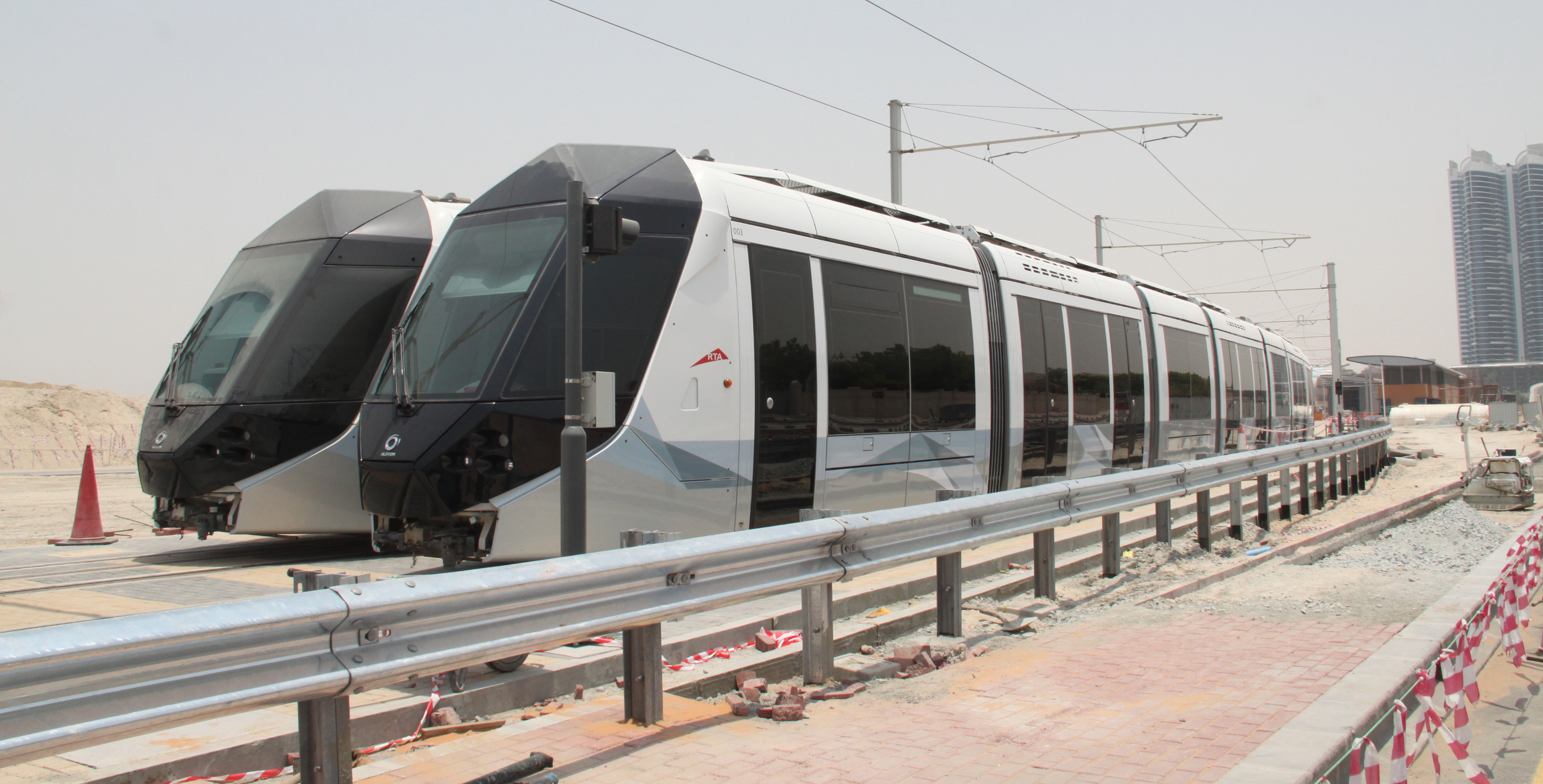
シタディス402車両